# Dasycnemini
Dasycnemini – plemię pluskwiaków z rodziny zajadkowatych i podrodziny Holoptilinae.
Takson utworzyli w 1963 roku Petr Wolfgang Wygodzinsky i Robert Leslie Usinger.
Pluskwiaki te, mają ciało, czułki i odnóża pokryte gęstym i długim oszczeceniem. Długość szczecinek na danym członie czułka lub odnóża jest zawsze dłuższa od jego średnicy. W przeciwieństwie do Holoptilini nie mają trichomów. Na ich zakrywce występują 2 lub 3 żyłki podłużne, które nie łączą się za środkiem jej długości.
Owady te są rozprzestrzenione okołotropikalnie, ale tylko jeden rodzaj jest znany z Ameryki.
Grupuje się je w 5 rodzajach:
- Dasycnemus Bergroth, 1898
- Locoptiris Villiers, 1943
- Neolocoptiris Wygodzinsky et Usinger, 1963
- Putoniola Bergroth, 1898
- Rudebeckocoris Miller, 1956